# Rivière Kekeo
Rivière Kekeo är ett vattendrag i Kanada.   Det ligger i provinsen Québec, i den sydöstra delen av landet, 280 km nordost om huvudstaden Ottawa. Rivière Kekeo ligger vid sjön Lac Touridi.
I omgivningarna runt Rivière Kekeo växer i huvudsak blandskog. Trakten runt Rivière Kekeo är nära nog obefolkad, med mindre än två invånare per kvadratkilometer.